# Martine Bertereau
Martine Bertereau, född 1600, död efter 1641, var en fransk baronessa, gruvägare och mineralog. Tillsammans med sin man, baron Jean de Chastelet, letade hon efter mineraler med bland annat slagruta och besökte gruvor i Sydamerika, Tyskland och Ungern.

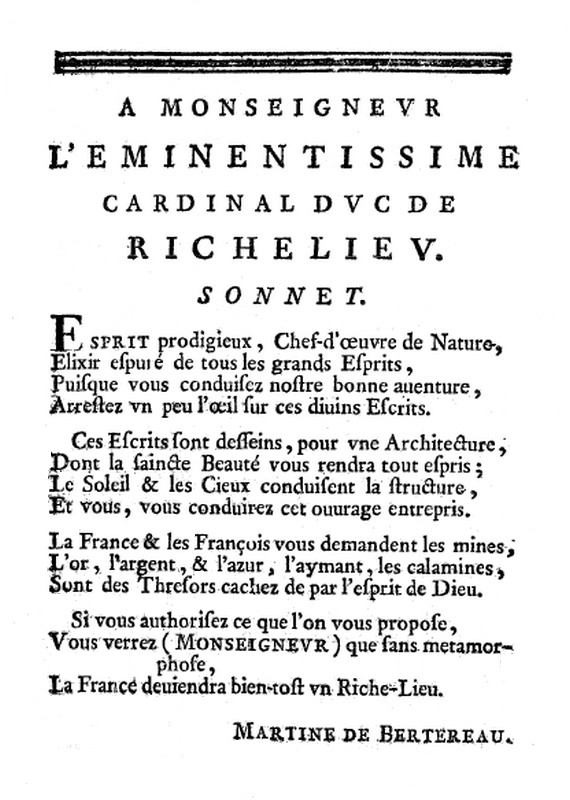
La restitution de Pluton, 1640.

Hon utgav en bok i mineralogi och skrev till kardinal Richelieu för att få betalt för sitt arbete. Texten 
La restitution de Pluton, som är skriven som en dikt, beskriver hur besvärligt det är för en kvinna att arbeta inom gruvindustrin.
Martine Bertereau fängslades för påstådda häxkonster och dog  i fängelset. 
Nedslagskratern De Beausoleil på planeten Venus har fått sitt namn efter henne.